# Heike Kleen
Heike Kleen (* 25. Februar 1975 in Bremen) ist eine deutsche Journalistin, Fernseh- und Buchautorin. In ihren Essays, Kolumnen und Sachbüchern befasst sie sich vornehmlich mit den Themen Gleichberechtigung, Familie, Bildung und Sexualität.

## Leben und Arbeit
Heike Kleen wuchs im ostfriesischen Remels auf. Nach dem Abitur studierte sie Germanistik und Politikwissenschaften an der Universität Osnabrück und hospitierte im Anschluss in der Redaktion "Boulevard Bio" (Pro GmbH in Köln). Von 2000 bis 2011 war sie als festangestellte Redakteurin, CvD und stellvertretende Redaktionsleiterin bei Spiegel TV Infotainment („Johannes B. Kerner“) in Hamburg tätig. Seit 2012 arbeitet sie als selbstständige Fernseh-Autorin für Talkshows ("Beckmann", "Markus Lanz", "DAS!", "3nach9" u. a.) und schreibt als freie Journalistin für Der Spiegel, Zeit Online, Tagesspiegel, Brigitte, myself, emotion u. a.
Seit 2022 ist Heike Kleen Spiegel-Kolumnistin der Kolumne „Liebesleben“, in der sie sich mit dem Verhältnis von Sexualität und Geschlechterrollen befasst.
Kleen coacht als Medientrainerin Autoren, Moderatoren sowie Journalisten, darüber hinaus ist sie seit 2022 in Teilzeit als Referentin im Präsidium der Universität Hamburg angestellt.
Kleen ist verheiratet und hat zwei Kinder. Mit ihrer Familie lebt sie im Hamburger Umland.

## Rezeption
Der stern am 12. Februar 2021 zu Geständnisse einer Teilzeitfeministin.

„In Geständnisse einer Teilzeitfeministin schreibt Heike Kleen gnadenlos ehrlich, ab und an inkorrekt, und dadurch wunderbar entlastend über die vielen Gegensätze zwischen rationaler Emanzipations-Überzeugung und intuitiver Rollen-Prägung, zwischen denen die meisten Frauen gerade ihre Plätze suchen, besonders wenn sie Mütter sind. Für dieses Buch war sicher Mut nötig – er hat sich gelohnt.“

Der Journalist Hajo Schumacher schrieb: 

„Bücher, die meinen Sommer retteten: Dazu gehört Heike Kleens „Geständnisse einer Teilzeitfeminstin“. Sie schreibt kundig und ohne Wut über Geschlechterthemen.“

Jan Schweitzer in ZEIT Wissen am 12. Dezember 2017 zu Jung war ich früher, jetzt will ich nur noch so aussehen: Lässig durch die Lebensmitte – eine Aufbaukur - Tiefenwirksame Tipps mit Soforteffekt: 

„[…] Heike Kleen schafft es vor allem mit ihrem Humor, dem Thema eine Lockerheit und Leichtigkeit zu geben, die es verdient.“

## Veröffentlichungen
- Geständnisse einer Teilzeitfeministin. Mein Verstand ist willig, aber der Alltag macht mich schwach. Hamburg 2021, ISBN 978-3-499-00613-5
- Das Tage-Buch: Die Menstruation - alles über ein unterschätztes Phänomen. München 2017, ISBN 978-3-453-60447-6
- Jung war ich früher, jetzt will ich nur noch so aussehen: Lässig durch die Lebensmitte – eine Aufbaukur - Tiefenwirksame Tipps mit Soforteffekt. München 2019, ISBN 978-3-453-20491-1
- Mit Alexa Kriele: Heilendes Zuhause. Wie ich mir meinen Kraftort für Körper & Seele schaffe. München 2018, ISBN 978-3-426-65837-6

## Interviews
- ZEIT-Podcast "Ist das normal?" mit Heike Kleen
- Ildikó von Kürthy: "Frauenstimmen" mit Heike Kleen
- "Kasia trifft..." emotion-Podcast mit Heike Kleen
- SWR1 Leute mit Heike Kleen: Vormittags Feministin, nachmittags Hausfrau und Mutter
- Brigitte-Podcast „Meno an mich“ von Diana Helfrich und Julia Schmidt-Jortzig mit Heike Kleen
- Osfriesland-Magazin: Maria Berentzen: Was eine geblümte Teetasse über Männer und Frauen verriet. Die Journalistin und Medientrainerin Heike Kleen stammt aus Ostfriesland. In: Ostfriesland Magazin. SKN Druck und Verlag: Norden. Nr. 10/2022. S. 90–94
- ntv: Sabine Oelmann: "Lächel' doch mal, dann bist du viel hübscher!" In: ntv.de, 5. September 2021
- funky.de: "Mein Sexismus-Studium begann, als ich fünf Jahre alt war"
- taz: Marco Carini: "Tampons wurden versteckt" In: taz, 16. Januar 2018
- Brigitte: Tina Epking: "Männer würden ihre Tage feiern" In: Brigitte, 13. Dezember 2017